# Ornithodoros hermsi
Ornithodoros hermsi är en fästingart som beskrevs av Wheeler, Herms och Meyer 1935. Ornithodoros hermsi ingår i släktet Ornithodoros och familjen mjuka fästingar. Inga underarter finns listade i Catalogue of Life.